# کارلوماب
کارلوماب (انگلیسی: Carlumab) نوعی آنتی‌بادی مونوکلونال نوترکیب انسانی است که هدف آن در بدن، لیگاند 2 کموکین CC انسانی / پروتئین جاذب شیمیایی (chemoattractant) منوسیتی (MCP1) می‌باشد.
این ترکیب با هدف کاربرد در حوزه سرطان و اختلالات ایمنی طراحی شده و در درمان بیماری‌هایی همچون اسکلروز سیستمیک, نفروپاتی دیابتی, فیبروز کبدی, آترواسکلروز و دیابت نوع 2 مورد بررسی قرار گرفت. به دنبال رضایت‌بخش نبودن نتایج پژوهش‌ها، کارآزمایی‌های مرتبط با این ترکیب متوقف شدند.